# Alsophila astrigaria
Alsophila astrigaria là một loài bướm đêm trong họ Geometridae.